# Jordi Jorba
Pas d'image ? Cliquez ici

a Compétitions nationales et continentales officielles uniquement.

b Matchs officiels uniquement.
Dernière mise à jour le 14/12/2022.
Jordi Jorba, né le 8 mai 1997, est un joueur espagnol de rugby à XV qui évolue au poste d'ailier. 

## Biographie
Jordi Jorba fait partie d'une famille de rugbymen catalans. Il commence le rugby au sein du Barcelona Universitari Club et y joue jusqu'à l'âge de 15 ans. Il intègre alors le centre de formation de l'USA Perpignan. Sévèrement blessé à la fin de sa période espoir, il ne joua aucun match professionnel. Il intègre par la suite le club de Céret sportif, où il lance sa carrière senior. Gravement blessé lors d'un match international contre la Géorgie, sa saison 2019-2020 s'achève. Il décide alors de rentrer en Espagne pour la saison suivante, signant au sein du Barça Rugby, puis rejoint l'année suivante le rival catalan, l'UE Santboiana. Bien que titré champion avec Santboiana, il quitte le club à l'intersaison et rejoint le Real Ciencias Rugby Club. Il ne reste qu'une saison à Séville, revenant alors en France. Il s'engage en Fédérale 1 avec le C' Chartres Rugby, club ambitionnant la montée en Nationale 2.
En sélection, il a brillé au sein des catégories jeunes avec l'Espagne, terminant notamment 2e du Trophée mondial de rugby à XV des moins de 20 ans en 2016. À la suite de cette compétition il intègre l'effectif de l'équipe d'Espagne de rugby à XV pour la Coupe des nations de rugby à XV 2016. Il a aussi disputé plusieurs tournois de rugby à sept, dans les Seven's Grand Prix Series ou encore lors des World Rugby Sevens Series. 

## Palmarès
- División de Honor 2022

## Statistiques

### En club
| 2019-2020 | Céret sportif | 14 | 5 |
| 2020-2021 | Barça Rugby   | 10 | 0 |
| 2019-2021 | Total         | 24 | 5 |

### En sélection
| Année | Compétition       | Matchs | Points | Essais | Transf. | Drops | Pénal. |
| ----- | ----------------- | ------ | ------ | ------ | ------- | ----- | ------ |
| 2016  | Coupe des Nations | 3      | -      | -      | -       | -     | -      |
| 2016  | Tests matchs      | 2      | 5      | 1      | -       | -     | -      |
| 2017  | REC               | 5      | 5      | 1      | -       | -     | -      |
| 2017  | Coupe des Nations | 3      | -      | -      | -       | -     | -      |
| 2019  | REC               | 5      | 5      | 1      | -       | -     | -      |
| 2019  | Tests matchs      | 3      | 5      | 1      | -       | -     | -      |
| 2020  | REC               | 2      | 5      | 1      | -       | -     | -      |
| 2021  | REC               | 5      | 5      | 1      | -       | -     | -      |
| 2021  | Tests matchs      | 1      | -      | -      | -       | -     | -      |
| 2022  | REC               | 5      | 10     | 2      | -       | -     | -      |
| 2022  | Tests matchs      | 3      | 5      | 1      | -       | -     | -      |
| 2023  | REC               | 5      | -      | -      | -       | -     | -      |
| 2023  | Tests matchs      | 1      | -      | -      | -       | -     | -      |
| Total | Total             | 43     | 45     | 9      | -       | -     | -      |

| Essai | Adversaire | Lieu                                | Compétition | Date             | Résultat | Score |
| ----- | ---------- | ----------------------------------- | ----------- | ---------------- | -------- | ----- |
| 1     | Uruguay    | Stade de la Ville de Málaga, Málaga | Test match  | 19 novembre 2016 | Victoire | 33-16 |
| 1     | Allemagne  | Sportpark Höhenberg, Cologne        | REC         | 11 mars 2017     | Victoire | 15-32 |
| 1     | Belgique   | Stade national complutense, Madrid  | REC         | 10 mars 2019     | Victoire | 47-9  |
| 1     | Brésil     | Stade José Liberatti, Osasco        | Test match  | 8 juin 2019      | Victoire | 16-22 |
| 1     | Russie     | Stade olympique Ficht, Sotchi       | REC         | 1 février 2020   | Victoire | 12-31 |
| 1     | Pays-Bas   | NRCA Stadium, Amsterdam             | REC         | 18 décembre 2021 | Victoire | 7-52  |
| 1     | Pays-Bas   | Stade national complutense, Madrid  | REC         | 5 février 2022   | Victoire | 43-0  |
| 1     | Géorgie    | Stade Boris-Paichadze, Tbilissi     | REC         | 20 mars 2022     | Défaite  | 49-15 |
| 1     | Canada     | Stade Place TD, Ottawa              | Test match  | 10 juillet 2022  | Victoire | 34-57 |